# Radom Południowy
Radom Południowy  — przystanek osobowy Polskich Kolei Państwowych zlokalizowany w Pelagiowie, poza granicami miasta. Zatrzymują się na nim wyłącznie pociągi osobowe Kolei Mazowieckich relacji Skarżysko-Kamienna – Radom.

## Ruch pasażerski[1]
| Rok  | Wymiana pasażerska na dobę |
| ---- | -------------------------- |
| 2017 | 10-19                      |
| 2018 | 10-19                      |
| 2019 | 20-49                      |
| 2020 | 10-19                      |
| 2021 | 20-49                      |
| 2022 | 20-49                      |
| 2023 | 20-49                      |